# Oktiabrski (Kutaís)
Oktiabrski - Октябрьский (rus) és un possiólok del krai de Krasnodar, a Rússia. Es troba al riu Mokri-Sepsil, tributari del Xkeliuk, afluent de l'Aptxas, que alhora és afluent del riu Kuban. És a 11 km al sud-est de Goriatxi Kliutx i a 56 km al sud-est de Krasnodar. Pertany al possiólok de Kutaís.